# Tórtora terrestre picuí
La tórtora terrestre picuí (Columbina picui) és una espècie d'ocell de la família dels colúmbids (Columbidae) que habita sabanes, terres de conreu i ciutats d'Amèrica del Sud, des de Bolívia, el Paraguai, Uruguai i est del Brasil, cap al sud fins al centre de Xile i el de l'Argentina.